# Осама Хавсави
Осама Абдулрзаг Хавсави (арап. أسامة هوساوي‎‎, романизовано Osama Abdulrzag Hawsawi; Мека, 31. март 1984) професионални је саудијски фудбалер који игра у одбрани на позицији центархалфа.

## Клупска каријера
Готово целокупну професионалне каријеру Хавсави је провео играјући у домаћој лиги за екипе Ал Вахде, Ал Хилала и Ал Ахли Џеде. У лето 2012. потписао је двогодишњи уговор са белгијским Андерлехтом вредан 1,5 милион евра, поставши тако првим и јединим саудијским фудбалером који је заиграо у белгијској лиги. Међутим како није успео да се наметне стручном тиму Андерлехта за који је током те полусезоне одиграо тек два сусрета, већ у новембру исте године вратио се у Арабију и потписао за екипу Ал Ахлија. 

## Репрезентативна каријера
За сениорску репрезентацију Саудијске Арабије дебитовао је 11. октобра 2006. у квалификационој утакмици са првенство Азије против селекције Јемена. Од тада је стандардни репрезентативац своје земље у чијем дресу је одиграо преко 130 званичних утакмица.
Највећи успех са репрезентацијом остварио је на Азијском првенству 2007. где је са репрезентацијом освојио сребрну медаљу након пораза у финалу од селекције Ирака. 
Био је део националног тима и на Светском првенству 2018. у Русији, где је одиграо све три утакмице за саудијски тим у Групи А.

## Успеси и признања
ФК Ал Ахли Џеда
- Првенство С. Арабије: 2015/16.
- Куп престолонаследника: 2014/15.
- Саудијски куп: 2015/16.

 ФК Ал Хилал
- Првенство С. Арабије: 2009/10, 2010/11, 2016/17, 2017/18.
- Куп престолонаследника: 2008/09, 2009/10, 2010/11.
- Саудијски куп: 2016/17.

 Саудијска Арабија
- Азијски куп: финалиста 2011.